# Przedsiębiorstwo Wydawnicze Rzeczpospolita
Przedsiębiorstwo Wydawnicze „Rzeczpospolita” – wydawnictwo z siedzibą w Warszawie działające w latach 1981–2019 początkowo jako Państwowe Przedsiębiorstwo Wydawnicze „Rzeczpospolita”, a następnie jako jednoosobowa spółka Skarbu Państwa.

## Historia
Do lipca 1996 PPW „Rzeczpospolita” posiadało 51% udziałów w Presspublice Sp. z o.o., wydawcy ogólnopolskiego dziennika „Rzeczpospolita”, zajmującego znaczącą pozycję na rynku prasowym. Od lipca 1996 do października 2011 Wydawnictwo posiadało 48,99% udziałów w spółce Presspublica Sp. z o.o.
W 2011 spółka sprzedała swoje udziały w Presspublice spółce Gremi Media Grzegorza Hajdarowicza. W następnych latach PW Rzeczpospolita wydawała miesięcznik Detektyw oraz kwartalniki Detektyw Wydanie Specjalne i Detektyw Extra, a także zarządzała nieruchomościami w Warszawie.
Od 1 marca 2005 Wydawnictwo, na podstawie aktu komercjalizacji, funkcjonowało jako jednoosobowa spółka Skarbu Państwa, pod nazwą Przedsiębiorstwo Wydawnicze „Rzeczpospolita” S.A. (PWR SA), a od października 2015 jako Przedsiębiorstwo Wydawnicze „Rzeczpospolita” Sp. z o.o.
W sierpniu 2018 władze spółki porozumiały się z zarządem PAP SA nt. przejęcia spółki przez PAP.